# スピリドン・ルイス
スピロス・ルイスあるいはスピリドン・ルイス（ギリシャ語：Σπύρος (ή Σπυρίδων) Λούης、ラテン文字転写：Spyros (or Spyridon/Spiridon) Louis/Loues、1873年1月12日 - 1940年3月26日）は、ギリシャ出身の水運び人夫で1896年アテネオリンピックに出場した近代五輪史上最初のマラソン競技優勝者。

## 生涯
ルイスは、現在のアテネ郊外のマルーシ（Μαρούσι, Marousi）の貧しい家庭に産まれた。ルイスの父は湧き水を汲んではアテネに運んで売っており、ルイスはその運搬を手伝っていた。
1894年にオリンピックが復活することが決定した後、競技の選定が行われた。その中の1つにマラトンの戦いの勝利の際の伝説に基づき、マラソンという名前で新種目の長距離走が行われることになった。ギリシャの歴史を反映した競技にギリシャ国民は熱狂し、必勝を期して開催前に選考レースが行われた。ギリシャ陸軍の大佐パパジアマンドプロス（Παπαδιαμαντόπουλος, Papadiamantopoulos/Papadhiamandópulos）がレースを主催した。3月22日に最初の選考レース、つまり最初のマラソンが行われ、ハリラオス・ヴァシラコスが3時間18分で1位に入った。上官であったパパジアマンドプロスに勧められ、ルイスは2週間後の2回目の選考レースに参加した。このレースではルイスは5位であった。
オリンピック5日目の4月10日にマラソンが計画されていた。ギリシャ国民の期待や予想に反し、未だにギリシャ代表選手は陸上競技で1位になっていなかった。特にギリシャでは古典的な競技として広く親しまれている円盤投でアメリカ代表のロバート・ギャレットが優勝したことは特に苦痛であった。マラソンを前に国民の期待は高まっていた。
マラトンでパパジアマンドプロス大佐が、13人のギリシャ代表と4人の外国の代表にレースの開催を告げた。レースを最初にリードしたのは、1500m走で3位に入っていたフランス人のアルバン・レムゾー（レルミュジオー、Albin Lermusiaux）であった。ピキェルミ（Πικέρμι, Pikermi）の町で宿屋に駆け込んだルイスは1杯のワインを飲み、他の選手がどれだけ前にここを通ったかと人に尋ねた。話を聞いたあと、ルイスはゴールにたどり着く前に他の全ての選手を抜き去ると自信を持って宣言した。
32kmの地点でレムゾーは限界に達し、レースを棄権した。先頭は、すでに800mと1500mで優勝していたオーストラリア代表のテディ・フラックに変わった。ルイスはゆっくりとフラックとの距離を詰め、マラソンの距離に慣れていなかったフラックはさらに数キロメートル走った後に倒れ、ルイスが先頭になった。
自転車でフラックが先頭に立ったというニュースが届けられたため、スタジアムの空気は張り詰めていた。しかし、ルイスが先頭に立ったというニュースが警察から届けられ、観客は熱狂的にこのニュースを歓迎した。ルイスは先頭でスタジアムに入り、コンスタンディノス王太子とイェオリヨス王子はトラックに下り立ち、ルイスと共に最後のラップを走った。2時間58分50秒で完走し、その間にワインとミルク、ビール、卵とオレンジジュースを飲んでいた。ルイスの勝利は観客を熱狂させ、その様子は次のように公式記録に残されている。
"Here the Olympic Victor was received with full honour; the King rose from his seat and congratulated him most warmly on his success. Some of the King’s aides-de-camp, and several members of the Committee went so far as to kiss and embrace the victor, who finally was carried in triumph to the retiring room under the vaulted entrance. The scene witnessed then inside the Stadion cannot be easily described, even strangers were carried away by the general enthusiasm."
（訳）オリンピック優勝者は熱烈な歓迎を受けた。国王イェオリヨス1世は席から立ち上がり、ルイスを褒め称えた。国王の従者やオリンピック協会のメンバーは、ルイスをキスと抱擁で歓迎し、そしてようやく勝者は着替え室に運ばれていった。スタジアム内の状況は説明することが難しいほどであり、ギリシャ人でなくてもその熱狂に飲み込まれるほどであった。
さらに2位と3位にギリシャ代表が入り、興奮は最高潮に達した。3位に入ったスピリドン・ベロカス（Σπυρίδων Μπελόκας, Spyridon/Spiridon Belokas）は、後に馬車に乗ってコースの一部を通過したことが発覚し、ハンガリー代表のジュラ・コルダ（ケッルネル・ジュラ、洪：Kellner Gyula）が繰り上げ3位になった。この競技後、雨が降り出した事もあって表彰式は見送られ、翌日にルイスは表彰されている。
ルイスはギリシャ中からプレゼントを贈られた。貴金属といった高価なものから、床屋で一生無料で髭をそってもらえるなど、風変わりなものもあった。ルイスが全ての贈り物をどうしたか解っていないが、贈り物として荷馬車を受け取ったことだけは明らかである。これ以後、選手として再び走ることはなく、農夫、そして後に警察官として静かに生きた。
1926年にルイスは軍勤務時代に公文書偽造をしたと告発されたかどで投獄されたものの、その1年後に無罪とされ、釈放されている。解放前にギリシャの新聞のいくつかで、「国家の英雄であるルイスはそのようなつまらない罪を犯すことがあるはずもなく、逮捕と投獄はギリシャの汚点である」と報じられており、これはルイスが競技の22年後にも依然として有名人であったことを裏付けている。
1936年ベルリンオリンピックに招待されたのが、ルイスが公式の場に登場する最後の機会となった。アドルフ・ヒトラーから平和の象徴として、オリンポス山のオリーブの小枝をヒトラーへ手渡すセレモニーのためにベルリンへ招待されている。この時の記録写真も存在している。
ドイツがギリシャに侵攻する数週間前にルイスは、産まれ故郷のマルーシで死去した。ギリシャの多くのスポーツクラブは、未だにルイスの名前を冠しており、2004年アテネオリンピックのメインスタジアムもルイスの名前がつけられている。なおメインスタジアムは、ルイスの産まれたマルーシにある。
ルイスの死去後、五輪上において最大の栄誉はマラソンで勝利する事と位置付けられそれは現在でも続いている。2004年のアテネ五輪では彼の曾孫のエマニエル・ルイスが祖先の勝利したスタジアムへ聖火を運び、さらには彼を記念したマラソン特別表彰式が閉会式時に行われ、かつその後の北京五輪からはこの表彰式を踏襲して必ず閉会式時に表彰を行う事が定められた。
2012年4月、彼が受け取った銀製のマラソン優勝カップが彼の孫によって、イギリスのクリスティーズで競売にかけられて、オリンピックメモラビアとしては、ヘルシンキオリンピックの聖火トーチの40万ドルを超える史上最高額となる54万1000ポンドで、ギリシャの海運王の遺産で設立されたスタブロス・ニアルコス財団が落札し、ギリシャ国外への流出は防がれた。